# Yves Sintomer
Yves Sintomer (Le Raincy, 8 maggio 1962) è un sociologo e politologo francese.
La sua ricerca ruota attorno alla teoria politica di Jürgen Habermas, alla storia delle procedure di democrazia partecipativa e democrazia deliberativa dalla Grecia antica ad oggi. Yves Sintomer è membro dell'Istituto Universitario di Francia.

## Carriera universitaria
Dopo la laurea in storia all'Università di Besançon nel 1983, conseguì un master in scienze politiche all'Università di Parigi 8 nel 1988 e uno in filosofia all'Università di Nanterre nel 1989. Nel 1996 sostiene una tesi di scienze politiche e sociali presso l'Istituto universitario europeo di Firenze dal titolo Jürgen Habermas et les dilemmes d'une théorie contemporaine de la démocratie. Docente e professore di scienze politiche presso l'Università di Parigi 8 dal 2002, è ricercatore presso il Centro Marc Bloch di Berlino e presso l'Istituto di Sociologia dell'Università di Neuchâtel dal 2009.
Sintomer è autore di vari pubblicazioni sui sistemi democratici, tradotte in varie lingue.

## Opere
- La démocratie impossible? Politique et modernité chez Weber et Habermas, La Découverte, Parigi 1999.
- Porto Alegre, l'espoir d'une autre démocratie, La Découverte et Syros, coll. Sur le Vif, Parigi, 2002
- Le pouvoir au peuple. Jurys citoyens, tirage au sort et démocratie participative, La Découverte, Parigi, 2007 (trad. it. Il potere al popolo. Giurie cittadine, sorteggio e democrazia partecipativa, Dedalo, Bari, 2009)
- Les Budgets participatifs en Europe. Des services publics au service du public, La Découverte, Parigi, 2008 (trad. it. I bilanci partecipativi in Europa, Ediesse, Roma, 2009)
- La démocratie participative au-delà de la proximité. Le Poitou-Charentes et l'échelle régionale, Rennes, Presses Universitaires de Rennes, 2011.
- Petite histoire de l'expérimentation démocratique. Tirage au sort et politique d'Athènes à nos jours, La Découverte, coll. Poches, Parigi, 2011